# Kaduna (Nigeria)

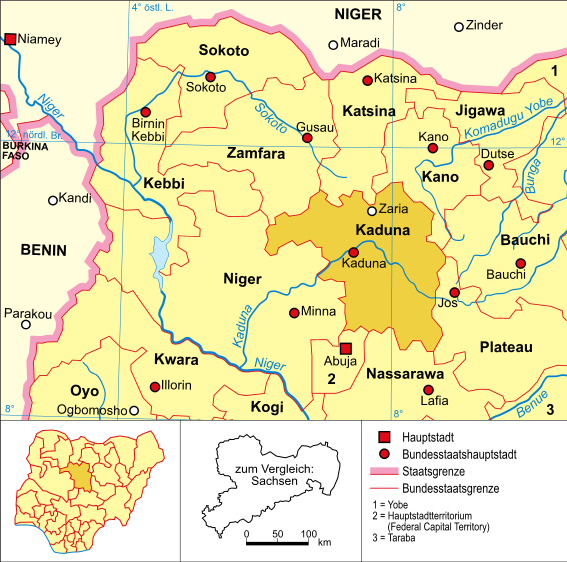
Kaduna im Bundesstaat Kaduna

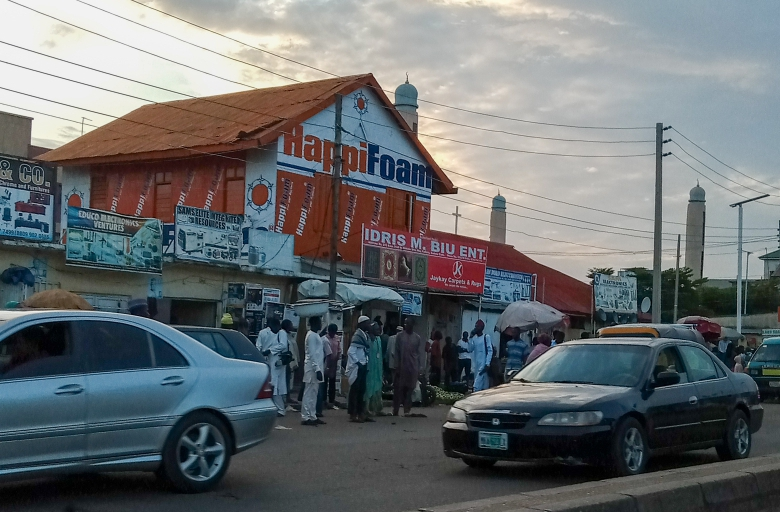
Stadtzentrum

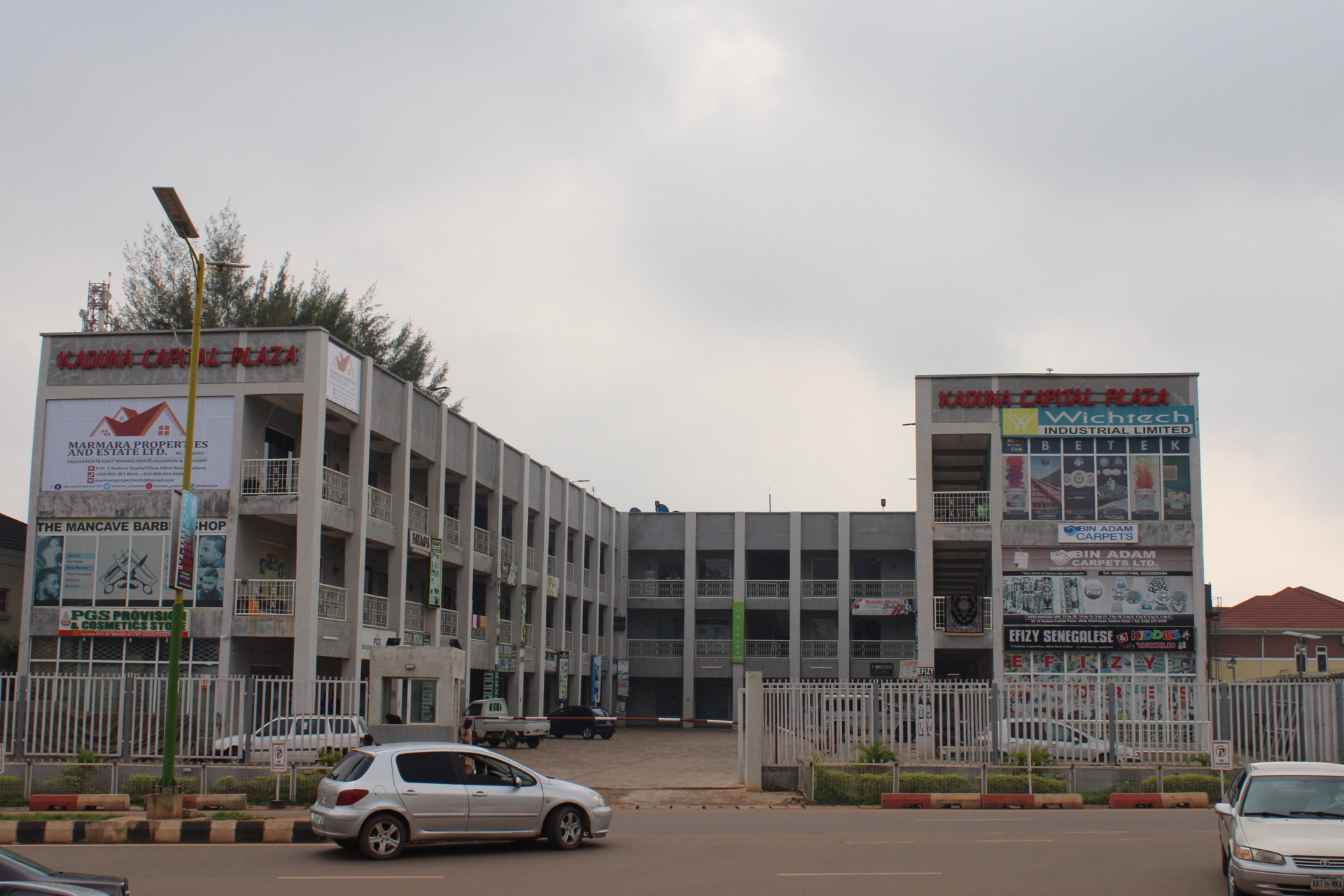
Kaduna Capital Plaza bei der Ali Akilu Road

Kaduna ist eine Stadt in Nigeria und die Hauptstadt des gleichnamigen Bundesstaates Kaduna. Mit 1.458.900 Einwohnern (Stand 1. Januar 2006) zählt sie zu den größeren des Landes. 
Kaduna hat ihren Namensursprung dem Fluss, an welchem die Stadt liegt, zu verdanken und wird auch umgangssprachlich „Crocodile City“ genannt, da in diesem Fluss sehr viele Krokodile leben. Kaduna, abgeleitet von „Kada“, kommt aus der dort gesprochenen Hausa-Sprache und ist das Wort für Krokodile.

## Geografie
Kaduna liegt im Norden des Landes, zwischen der Hauptstadt Abuja und Kano. Die Stadt hat zwei Flugplätze, Kaduna Old (militärisch genutzt, bis 1984 auch zivil) und den neuen Kaduna Airport circa zwanzig Kilometer außerhalb Richtung Westen. Die Stadt liegt am Kaduna River, einem größeren Nebenfluss des Niger, der für 550 km (340 Meilen) durch Nigeria fließt. 

## Geschichte
Kaduna war eine der Kolonialstädte Nigerias. Unmittelbar nach der Unabhängigkeit von 1960 wurde Kaduna 1976 durch die Verwaltung von General Murtala Mohammed Hauptstadt von Nord-Nigeria und die bedeutendste Stadt im Bundesstaat Kaduna.
Die jüngste Geschichte der Stadt ist von Kämpfen rivalisierender christlicher und muslimischer Einwohner geprägt. Einen Höhepunkt erlebte die Auseinandersetzung, als die Miss-World-Wahl in Nigeria stattfinden sollte und es in einem Zeitungsartikel hieß, auch Allah würde daran Gefallen finden. Islamistische Milizen töteten dutzende Menschen, Häuser wurden verwüstet, Kirchen und Moscheen brannten.
Die Gewalt eskalierte. Die Stadtteile sind zwischen den Gruppen aufgeteilt. Die muslimischen Gruppen rivalisieren teilweise auch untereinander. Immer wieder gab es Diskussionen über die Einführung der Scharia im Bundesstaat, die bereits in mehreren nordnigerianischen Staaten gilt.
Allerdings gab es auch schon in der noch „ruhigen Zeit“ Anfang der 80er Jahre aufflammende Unruhen zwischen Christen und Moslems mit ca. 6.000 Toten an einem Wochenende. Europäer und Amerikaner wurden bei solchen Unruhen immer von ihren Firmen bzw. Konsulaten (USA) angewiesen zu Hause zu bleiben. Es gab zu dieser Zeit auch keine Opfer unter den Ausländern bei Unruhen zu beklagen. Zur Zeit des ersten Golfkrieges protestierten Moslems vor dem amerikanischen Konsulat in Kaduna, was sich aber erstaunlich schnell beruhigte.
Bei einem islamistischen Attentat am Ostersonntag 2012 kamen in Kaduna über 40 Menschen ums Leben.

## Wirtschaft
Kaduna ist als Messestadt bekannt. Die Messe fand früher immer auf der Rennstrecke nahe dem Durbar und dem Hamdalla statt, den renommiertesten Hotels der Stadt. Lange Jahre waren auch bekannte deutsche Firmen auf der Messe vertreten, wie zum Beispiel die Fa. Dornier aus Oberpfaffenhofen.
Die Region ist landwirtschaftlich geprägt, weit verbreitet ist der Anbau der Yamswurzel.
Im Südosten der Stadt gibt es zudem eine große Raffinerie und entsprechende Tanklager.
Des Weiteren hat in Kaduna seit dem 6. Oktober 1969 das Unternehmen Peugeot Automobile Nigeria Limited hier seinen Sitz, welches zu Beginn unter der militärischen und staatlichen Leitung des Präsidenten und Generals Yakubu Gowon, stand. Das Unternehmen war dabei in einer Testphase und hatte sich dabei gegen 16 weitere Wettbewerber durchzusetzen. Das erste nach Nigeria importierte Pkw-Modell wurde schließlich der Peugeot 403, mit dem Peugeot erhoffte einen erheblichen Marktanteil zu gewinnen. Am 17. Mai 1971 entschied sich der Staat schließlich und gab Peugeot den Vorzug. Erstes in Nigeria produzierte Pkw-Modell war der Peugeot 404. Seit dem 15. Dezember 1972 ist das Werk schließlich unter der Leitung des französischen Mutterkonzerns und trägt seither den vollständigen Namen Peugeot Automobile Nigeria Limited Liability Company.

## Verkehr
Kaduna hat zwei Bahnhöfe an der kapspurigen Bahnstrecke Lagos–Nguru (Kaduna North und Kaduna Junction) im Osten der Stadt und den Bahnhof Kaduna Rigasa im Westen der Stadt, derzeitiger (2023) Endpunkt der normalspurigen Bahnstrecke Abuja–Kaduna.

## Söhne und Töchter der Stadt

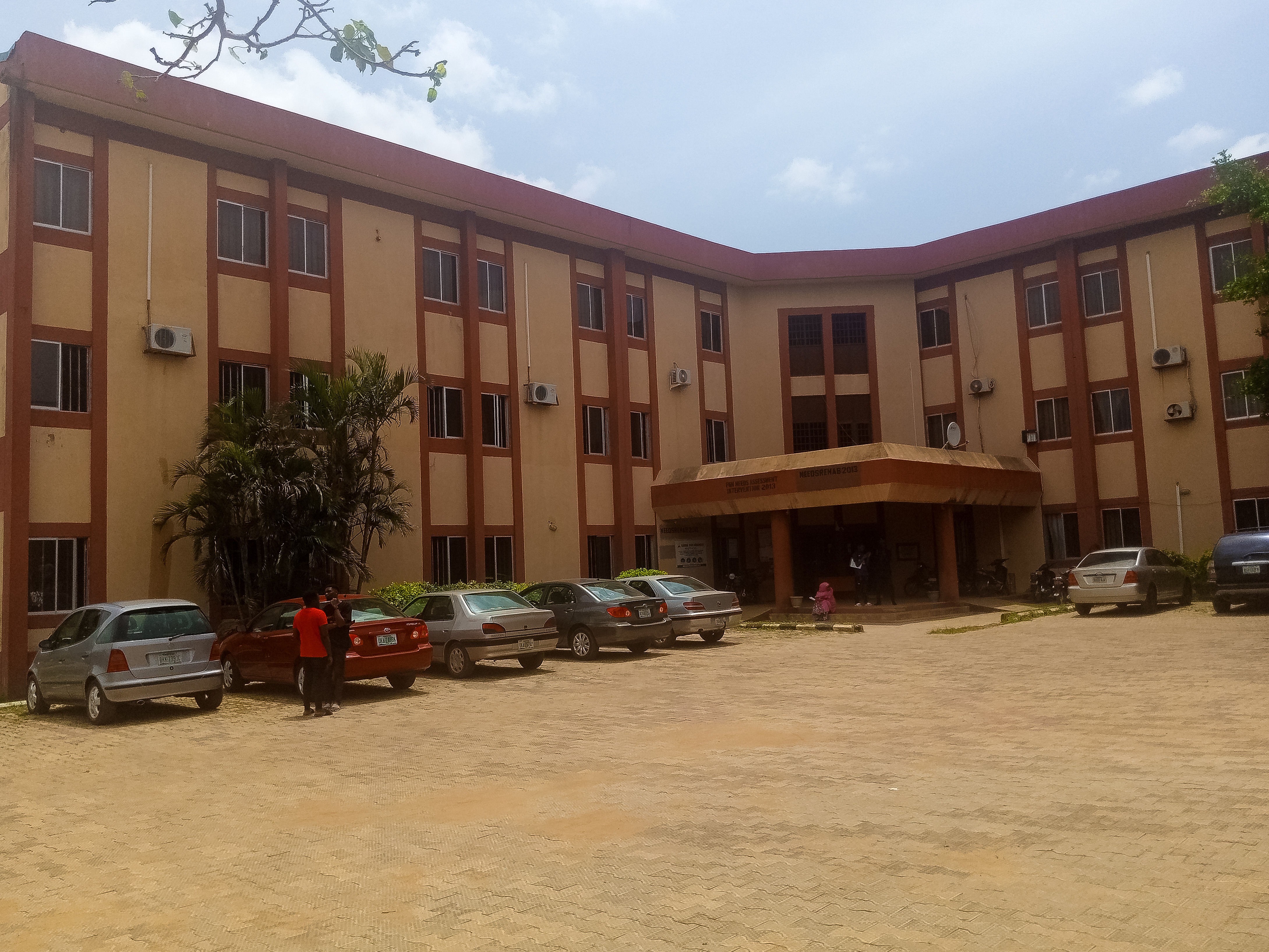
Universität von Kaduna

- Baptistenkirche im StadtzentrumUniversität von KadunaHenry Edmund Olufemi Adefope (1926–2012), Politiker

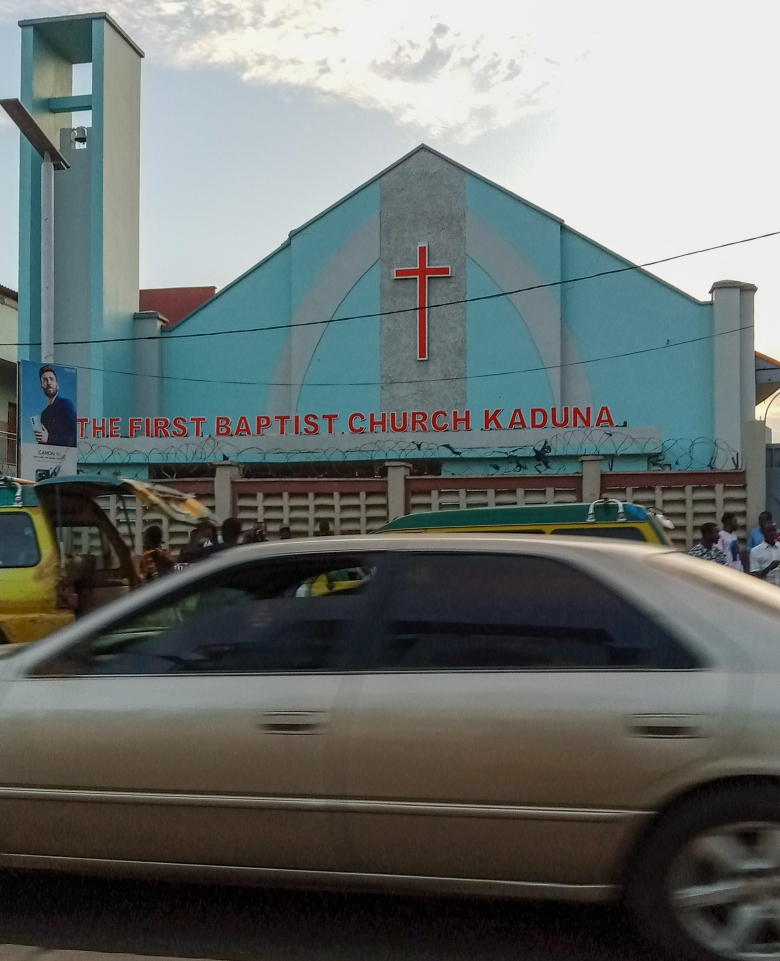
Baptistenkirche im Stadtzentrum

- Chukwuma Kaduna Nzeogwu (1937–1967), Major
- Fiona Fullerton (* 1956), Schauspielerin
- Jonas Benson Okoye (* 1963), Bischof von Nnewi
- Rashidi Yekini (1963–2012), Fußballspieler
- Daniel Amokachi (* 1972), Fußballspieler
- Celestine Babayaro (* 1978), Fußballspieler
- Yakubu Adamu (* 1981), Fußballspieler
- Vincent Enyeama (* 1982), Fußballtorwart
- Chigozie Agbim (* 1984), Fußballspieler
- Emmanuel Mathias (* 1986), Fußballspieler
- Kingsley Onuegbu (* 1986), Fußballspieler
- Hoàng Vũ Samson (* 1988), Fußballspieler
- Victor Moses (* 1990), Fußballspieler
- Obiora Nwankwo (* 1991), Fußballspieler
- Patrick Friday Eze (* 1992), Fußballspieler
- Jamilu Collins (* 1994), Fußballspieler
- Suleiman Abdullahi (* 1996), Fußballspieler
- Bonke Innocent (* 1996), Fußballspieler
- Ifeanyi Mathew (* 1997), Fußballspieler
- Umar Sadiq (* 1997), Fußballspieler
- Rasheedat Ajibade (* 1999), Fußballspielerin
- Anam Imo (* 2000), Fußballspielerin
- Francis Momoh (* 2001), Fußballspieler
- Udodi Onwuzurike (* 2003), Sprinter
- Samuel Ogazi (* 2006), Sprinter

## Klimatabelle
|                       | Jan  | Feb  | Mär  | Apr  | Mai  | Jun  | Jul  | Aug  | Sep  | Okt  | Nov  | Dez  |   |      |
| Mittl. Tagesmax. (°C) | 31,7 | 33,4 | 35,0 | 34,2 | 31,7 | 29,5 | 27,5 | 27,0 | 29,0 | 31,1 | 32,7 | 31,8 | ⌀ | 31,2 |
| Mittl. Tagesmin. (°C) | 15,1 | 16,7 | 20,4 | 21,6 | 20,9 | 19,8 | 19,4 | 19,3 | 19,1 | 18,7 | 15,6 | 14,3 | ⌀ | 18,4 |
|                       |      |      |      |      |      |      |      |      |      |      |      |      |   |      |
| Niederschlag (mm)     | 0    | 2    | 13   | 66   | 157  | 178  | 206  | 290  | 277  | 86   | 5    | 0    | Σ | 1280 |
|                       |      |      |      |      |      |      |      |      |      |      |      |      |   |      |
| Sonnenstunden (h/d)   | 9,0  | 9,3  | 8,6  | 8,1  | 7,8  | 7,2  | 5,0  | 3,9  | 5,7  | 8,0  | 9,5  | 9,5  | ⌀ | 7,6  |
|                       |      |      |      |      |      |      |      |      |      |      |      |      |   |      |
| Regentage (d)         | 0    | 0    | 1    | 4    | 10   | 14   | 17   | 21   | 19   | 5    | 1    | 0    | Σ | 92   |
|                       |      |      |      |      |      |      |      |      |      |      |      |      |   |      |
| Luftfeuchtigkeit (%)  | 26   | 24   | 37   | 57   | 73   | 82   | 86   | 88   | 85   | 74   | 48   | 31   | ⌀ | 59,4 |

| 15,1 |

| 16,7 |

| 20,4 |

| 21,6 |

| 20,9 |

| 19,8 |

| 19,4 |

| 19,3 |

| 19,1 |

| 18,7 |

| 15,6 |

| 14,3 |

| 15,1 |

| 16,7 |

| 20,4 |

| 21,6 |

| 20,9 |

| 19,8 |

| 19,4 |

| 19,3 |

| 19,1 |

| 18,7 |

| 15,6 |

| 14,3 |